# ジェイソン・ベギー
ジェイソン・ベギー（Jason Beghe, 1960年3月12日 - ）は、アメリカ合衆国の俳優、サイエントロジー批判者。

## 略歴

### 幼少期
1960年3月12日、ニューヨーク市にて4人兄弟の一人として生まれる。
ニューヨーク市にある私立男子準備学校Collegiate Schoolに通った。そこで彼はジョン・フィッツジェラルド・ケネディ・ジュニアやデイヴィッド・ドゥカヴニーと親しくなった。ケネディとベギーはしばしばメトロポリタン美術館やセントラルパークへ行き、その間はケネディ付きのシークレットサービスに監視されていたという。
10代の頃、保守的コラムニスト兼作家となるエリック・ラッシュとともにサマーキャンプにも参加したことがある。
ベギーに影響を受けたケネディは学校の演劇プログラムに参加した。後にはデイヴィッド・ドゥカヴニーを説得して俳優の道に進ませた。ドゥカヴニーは大学教授になり、合間を見て執筆活動をするという夢があったが、博士号取得のための勉強の半ばでTVCMのオーディションに応募した。

### 俳優として
ベギーはまずヨーロッパでモデルとして働き出した。
1985年、『ジュディスの告発』で映画デビューを果たし、1986年HBOのシットコム1st & Tenに出演した。 
続編『1st & Ten：Training Camp The Bulls Are Back』では、O・J・シンプソンやサム・J・ジョーンズと共演し、「シンプソンやジョーンズだけでなく、新人のベギーは一流のキャストメンバーだ。」と評された。
1988年、ジョージ・A・ロメロの『モンキー・シャイン』で、冒頭でトラックにはねられて四肢まひになってしまった法科大学生アラン・マンを演じた。フィラデルフィア・インクワイアラーは、「（ベギーは）顔と声だけで演じたが、募る怒りの表現や、積極的な男性が消極的になっていく怒りを表現できた。」と評価した。
ベギーは1989年11月19日にNBC-TVで放送された法廷弁護士『ペリー・メイスン』シリーズのテレビ映画 The Case of the All-Star Assassinで花形アイスホッケー選手を演じた。
1991年には『テルマ&ルイーズ』で州警官を演じ、1997年の映画『G.I.ジェーン』ではデミ・ムーアの片思いの相手を演じた。
また、1998年のCBSのテレビドラマ『トゥ・ハヴ&トゥ・ホールド』では警察官役でモイラ・ケリーと共演した 。
『ピケット・フェンス』と『メルローズ・プレイス』には共演俳優として出演し、1997年、キャストメンバー入りした。『シカゴ・ホープ』では、クリスティーン・ラーティ演じる医師ケイト・オースティンに恋する電気技師の役としてキャストメンバーに入った。
同年、ボストン・ヘラルドからのインタビューで、『シカゴ・ホープ』の共演者に対する尊敬の念を語った。
今までやってきた中で最も息の合ったメンバーだった。みなそれぞれ素晴らしい。ラーティと共演できたこと?彼女はとても良くて賢くてひたむきなんだ。僕は彼女と共演できたことでより良い俳優になったよ。
彼は『メルローズ・プレイス』で演じた、マット(演：ダグ・サヴァント)に対してひそかな恋心を抱く隠れゲイの軍人についても話した。
「キスしなきゃいけないかと思ったけど、そうでもなかった。テレビというのはとても特殊な媒体で、芸術的な決定が基になっていると思うとだまされやすい。でも僕は俳優だ。何でも引き受けるよ。」
また、『NUMBERS 天才数学者の事件ファイル』、『CSI: NY』、『エバーウッド 遥かなるコロラド』、『クリミナル・マインド FBI行動分析課』、『ヴェロニカ・マーズ』、Caneといった人気番組にも出演した。
2008年のホラー映画 『ワン・ミス・コール』ではエクソシストのレイ・パーウィスを演じた。

## サイエントロジーとのかかわり

### 入信から退会まで
1994年、サイエントロジー信者ミルトン・カトセラスのもとで演劇を学んでいたベギーは、自分もサイエントロジーに入信しようと決めた。同じく演技を学んでいたボディ・エルフマンからサイエントロジーに関する書物を与えられ、ベギーはロン・ハバードがいう「テクノロジー」なら超人的な力を引き出せるのではないかと考えるようになった。
ベギーは1999年にイギリスで行われたサイエントロジーの全国CMキャンペーン"What is Scientology?"のアピールに協力し、2005年には宣伝ビデオにも出演した。
FOX Newsでのインタビューでベギーは、サイエントロジーの代表デヴィッド・ミスキャヴェッジから『君はサイエントロジーのポスター・ボーイだ』と言われたと話した。
彼は教団でいうOT Vに到達し、オーディティングを施す人としての訓練も受け、妻も入信しOT Vに到達した。12年の間にベギーが教団に寄付した額の総額は100万ドルにもなるという。
2007年ベギーはサイエントロジーを退会することを決心し、2008年4月にはサイエントロジーを公然と批判し始めた。サイエントロジー退会後には親友のデイヴィッド・ドゥカヴニーに会い、ドゥカヴニーとジヌー神話について話し合い、ばかげていることに気付いた。サイエントロジスト時代のベギーは、ドゥカヴニーが"Suppressive Person"、すなわちサイエントロジー教会に対して敵対的であり、かかわりを持つべきではない人物と教会側からみなされていたため、ドゥカヴニーとの関係は悪かった。

### 批判行為

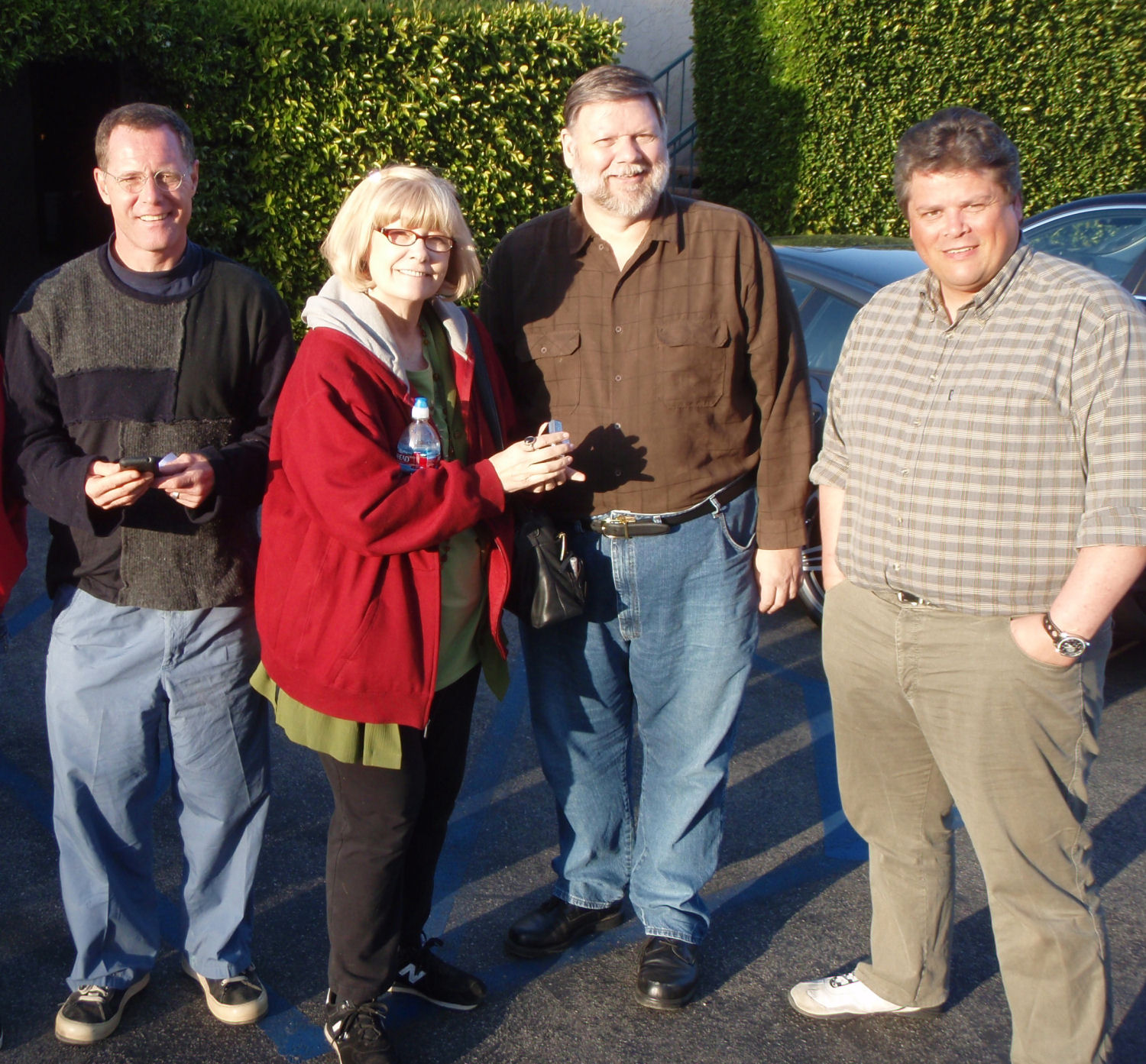
ベギーとTory Christman,マーク・バンカー、アンドレアス・ヘルダルランド
（2008年3月31日）

サイエントロジー退会後、ベギーは反サイエントロジー団体Operation Clambakeの設立者アンドレアス・ヘルダルランドに説得され、ジャーナリストでサイエントロジー批判者のマーク・バンカーに会うことになった。ベギーは自宅を訪れたヘルダルランドとバンカーのインタビューに応じ、サイエントロジー時代の体験を語った。2008年4月半ば、バンカーは3時間にわたるインタビューの内3分の映像をYouTubeに投稿した。このビデオの中でベギーはサイエントロジーを「魂にとっても、精神的な面で見ても、感情面における健康や成長にとっても、とても危険なもの」だとした。このインタビューの最後にベギーは「具体的な計画があるというわけではありません。私はただ助けたいだけです。（中略）私はサイエントロジーに入って、そして脱退したという貴重な経験があります。そしてそれは、今なお信者であり、まだ脱退してはいない方々にはない考え方です。」と述べた。
ヴィレッジ・ヴォイスでのインタビューでこのような批判行為が俳優としてのキャリアに支障がないかと尋ねられたところ、「ユナイテッド・アーティスツの映画に携わるつもりはありません」と笑って答えた。ユナイテッド・アーティスツはサイエントロジー信者のトム・クルーズと、彼のビジネスパートナーのポーラ・ワグナー、メトロ・ゴールドウィン・メイヤーの合弁企業になっており、ポーラ・ワグナーが代表を務めていた。
ガーディアンのマリーナ・ハイドはベギーをサイエントロジー・セレブの内部告発者と評した。
YouTubeに投稿されていた動画は2008年4月17日に削除されたが、すぐに他のYouTubeユーザーによって再投稿された。2008年4月18日までに少なくとも45のYouTubeユーザーが再投稿したとのこと。バンカーのアカウントも4月17日の時点で無効になり、バンカーはコルベア・レポーの動画に著作権侵害が認められたと考えている。この問題は解決したが、バンカーは当初アカウントが凍結され、投稿した動画がアクセスできなくなったのは、サイエントロジー教会がYoutubeのスタッフに圧力をかけたためだと思っていた。この件についてYoutubeの広報担当者であるRicardo Reyesは、個別の動画に関するコメントはしないという方針を根拠に、肯定も否定もしなかった。
2008年4月21日、バンカーはベギーとのインタビュー3時間まるまる投稿した。ただし、バンカーのYouTubeアカウントは凍結されたままなのでヴィメオとBlip.tvに投稿した。
2008年4月28日、ベギーは教団代表のデビッド・ミスキャベッジに宛てた手紙をネット上に公開し、オーディティングの間に教団が集めた極秘告白ファイルを要求した。Operation Clambakeのサイト"xenu.net"に公開された文面には「教会は反サイエントロジーのウェブサイトを厳重に監視しているのですから、ここxenu.netなら教団の目に届くと確信して、この場所で手紙を公開することにします。」とあった。ベギーはそれより前に国際サイエントロジー・セレブリティー・センター教会代表者の事務所へ問い合わせたが、すぐに断られたため、教会の通常の窓口を通してデビッド・ミスキャベッジに問い合わせたが結果は同じだった。ベギーはヴィレッジ・ボイスで、これらの秘密ファイルにはトム・クルーズやほかのサイエントロジー・セレブ達のものもあったとされると話した。「今いる信者数よりも多くの人々がサイエントロジーを去りました。それでも彼らは、私的なセッションの中で言われたことを記したこれらのファイルをいまだに持っているのです。なぜあなたがたはこれをずっと持っていたいと思うのでしょうか?」とベギーはヴィレッジ・ボイスに話した。
ベギーはサイエントロジーによる排除行為はいまだに行われていると信じており、ヴィレッジ・ボイスのトニー・オルテガに、自身の4歳の息子がサイエントロジーの学校から追い出されたことがその一つであると話したと。

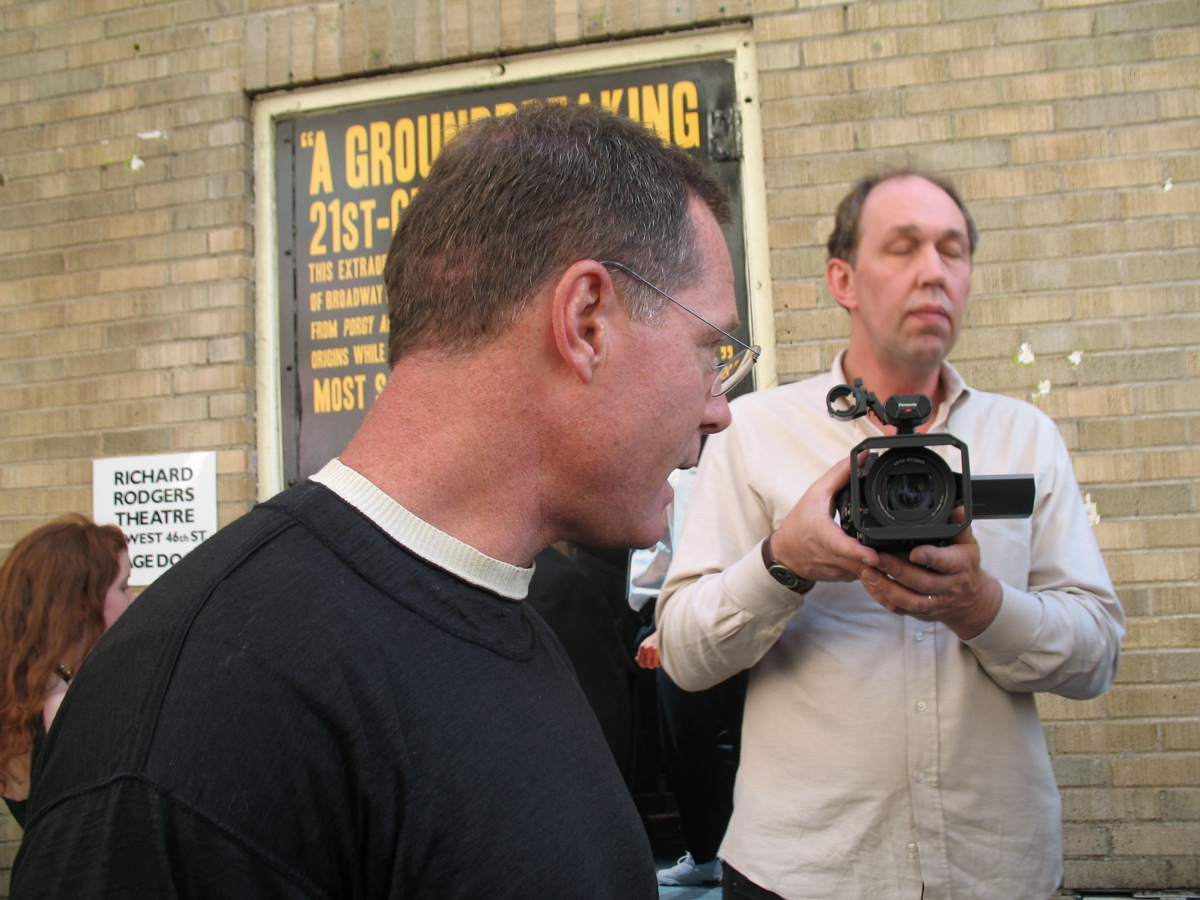
ニューヨーク市にあるサイエントロジーの建物の前での抗議にて
(2008年5月29日)

当初マーク・バンカーによってYouTubeに投稿されたベギーによるサイエントロジー批判の映像は、ニュース番組ナイトラインで、デビッド・ミスキャベッジのめいJenna Miscavige Hillや彼女によるサイエントロジーの批判とともに放送された。しかし、「私自身のことを語っているのではないと言いたかっただけです。私についてのことではありません。カルトやそれに関する考えに振り回されている人たちを救うことについて話しているのです」と、ベギーは経験を語るためのテレビ出演を断った。
2008年5月29日、ベギーはニューヨーク市のEast 46th Streetにあるサイエントロジーの建物の外で開かれたサイエントロジー教会に対する批判集会に参加した。彼は通りを横切ってサイエントロジーの建物まで集まった50人の抗議者の前で「あなた方は私やこの場にいる人たちにひどい仕打ちをした…たまらない。泣きたくなる。あなたは今している善行がどのようなものであるか知りたくないだろう。」と話した。それから通りを横切ってサイエントロジーの建物に入ろうとしたが、このときサイエントロジーに雇われていた3人のガードマンに道をふさがれた。彼は批判者たちの輪に戻り、サイエントロジー教会ニューヨーク支部のリーダージョン・カーマイケルに電話をかけようとしたが、うまくいかず、「ジョン・カーマイケルと話したい。私はジェイソン・ベギーだ、と言ったら、電話を切られた。」とぼやいた
2008年9月、ベギーはヨーロッパを訪れ、ドイツのハンブルクで政府関係者を前に講演を行い、サイエントロジーの信者としての体験を語った。ベギーはドイツの内務省に、Ursula Cabertaによる"That is Scientology! Reports from the USA"と題するパネルディスカッションへの参加を依頼されていた。講演でベギーは、政府はタバコのパッケージの広告のように警告を発するべきだ、と述べた。すると翌日には、ドイツ内務省の職員が、ベルリンにあるサイエントロジー教会の建物の外に警告のための看板が置かれた、と言ってきたという。
2009年5月、ベギーはBBCワールドサービスのラジオ番組World: Have Your Sayにゲストとして招かれ、サイエントロジーに入信した時の心境を以下のように話した。「奇跡をもたらしてくれる何かがそこにあると思った。そこには人類を救うために全てを捧げる、本当に無私の人たちがいて、私もその一員になりたいと感じた。」。
また、現代表デビッド・ミスキャベッジを含むサイエントロジーの代表者たちのリーダーシップについても批判した。「私はサイエントロジーは価値のある団体であり人助けのできる団体だと考えられる点があるとは考えています。問題はサイエントロジー自体ではなく、組織者のほうなのです - 腐敗しており、努力が犯罪の方へ傾いていて、そういったことはデビッド・ミスキャベッジをはじめとするサイエントロジーを率いる立場にある人々が招いたことなのですから。」

## 私生活
ベギーの姉妹、フランセスカ・ベギーはシンガーソングライターで、SBK Recordsからアルバム"Francesca Beghe"をリリースした。
妻のアンジーとは2000年に結婚した。
デイヴィッド・ドゥカヴニーとは親友で、ドゥカヴニーとティア・レオーニとの結婚式で付添人を務めた。
ベギーは妻と家族とともにカリフォルニア州ロサンゼルスはニコラスキャニオンに住んでいる。

## 出演作品

### 映画
| 公開年 | 作品名                                                  | 役名               | 備考                              |
| ------ | ------------------------------------------------------- | ------------------ | --------------------------------- |
| 1985   | ジュディスの告発 Compromising Positions                 | カップケーキ       | 長編映画デビュー作 日本劇場未公開 |
| 1987   | 星に願いを Maid to Order                                | ブレット           |                                   |
| 1988   | モンキー・シャイン Monkey Shines: An Experiment in Fear | アラン・マン       |                                   |
| 1991   | テルマ&ルイーズ Thelma & Louise                         | 州兵               |                                   |
| 1994   | ジミー・ハリウッド Jimmy Hollywood                      | 探偵               | 日本劇場未公開                    |
| 1997   | G.I.ジェーン G.I. Jane                                  | ロイス             |                                   |
| 1998   | X-ファイル ザ・ムービー The X Files                     | FBI捜査官          | クレジットなし                    |
| 2008   | ワン・ミス・コール One Missed Call                      | レイ・パーウィス   |                                   |
| 2010   | スリーデイズ The Next Three Days                        | クイン刑事         |                                   |
| 2013   | ファントム/開戦前夜 Phantom                             | セマク軍医         |                                   |
| 2013   | スーパーマン:アンバウンド Superman: Unbound             | テロリストリーダー | 声の出演                          |

### テレビ番組
| 公開年・放送年 | 作品名                                                               | 役名                                 | 備考 |
| -------------- | -------------------------------------------------------------------- | ------------------------------------ | --- |
| 1986           | 灰色の疑惑 Dress Gray                                                | Hank Beaumont                        | テレビ映画 |
| 1986           | 1st & Ten                                                            | Tom Yinessa                          | 準レギュラーキャラクターとしてのデビュー                                                                               |
| 1987           | The Days and Nights of Molly Dodd                                    | Glen                                 | Ep. # 1.11 |
| 1989           | Alien Nation                                                         | Dr. Jim Trenner                      | Ep. # 1.1 |
| 1989           | Perry Mason: The Case of the All-Star Assassin                       | Bobby Spencer                        | テレビ映画 |
| 1989           | Christine Cromwell                                                   | Glen                                 | Ep. # 1.2 |
| 1989           | チャイナタウン殺人事件 Man Against the Mob: The Chinatown Murders    | Sammy Turner                         | テレビ映画 |
| 1989           | ジェシカおばさんの事件簿 Murder, She Wrote                           | Steve Chambers                       | Ep. # 5.15 |
| 1990           | The Operation                                                        | John Kopiak                          | テレビ映画 |
| 1990           | Mancuso, F.B.I.                                                      |                                      | Ep. # 1.17 |
| 1990           | タイムマシーンにお願い Quantum Leap                                  | Roger Skaggs                         | Ep. # 2.22 |
| 1990           | Johnny Ryan                                                          | Steve Lombardi                       | テレビ映画 |
| 1990           | ジェシカおばさんの事件簿 Murder, She Wrote                           | Wayne Bennett                        | Ep. # 7.6 |
| 1991           | Jake and the Fatman                                                  | Franklin Patterson                   | Ep. # 4.17 & 4.24 |
| 1992           | Homefront                                                            | Paul                                 | Ep. # 1.16 |
| 1992           | イントルーダーズ/第四の遭遇 Intruders                                | Ray Brooks                           | テレビ映画 |
| 1992           | ピケット・フェンス Picket Fences                                     | A.D.A. Petrovic                      | Ep. # 1.8 |
| 1993           | ピケット・フェンス Picket Fences                                     | A.D.A. Petrovic                      | Ep. # 1.13, 1.14, 1.15, 1.19                                                                                           |
| 1993           | In the Heat of the Night                                             | Mark Meyers                          | Ep. # 6.11 |
| 1993           | L.A.ロー 七人の弁護士 L.A. Law                                       |                                      | Ep. # 7.16 |
| 1993           | シュリンジ Full Eclipse                                              | Doug Crane                           | テレビ映画 |
| 1993           | Matlock                                                              | Lt. Pat Rutledge                     | Ep. # 7.5 |
| 1994           | Treasure Island: The Adventure Begins                                | ロビー                               | テレビ映画 |
| 1994           | X-ファイル The X-files                                               | ラリー・ムーア                       | シーズン1第20話「闇」                                                                                                  |
| 1994           | メルローズ・プレイス Melrose Place                                   | Lt. ジェフリー・リンゼイ             | Ep. # 2.18, 2.19, 2.20, 3.9, 3.10, 3.11, 3.14, 3.15                                                                    |
| 1995           | Matlock                                                              | Thomas Crighton                      | Ep. # 9.14 |
| 1995           | Courthouse                                                           | Russell Snow                         | Ep. # 1.4 |
| 1995           | NYPDブルー NYPD Blue                                                 | Julian Kerbis                        | Ep. # 3.3 |
| 1996           | Good Company                                                         | Ron Nash                             | |
| 1996           | Public Morals                                                        | ボーイフレンド                       | Ep. # 1.2 |
| 1996           | Suddenly                                                             | Joe Mulvey                           | テレビ映画 |
| 1997           | Promised Land                                                        | ジェフ                               | Ep. # 1.13 |
| 1997           | George & Leo                                                         | ロン                                 | Ep. # 1.4 |
| 1997           | シカゴ・ホープ Chicago Hope                                          | ダニー・ブレインズ                   | Ep. # 4.5 & 4.7 |
| 1998           | シカゴ・ホープ Chicago Hope                                          | ダニー・ブレインズ                   | Ep. # 4.14 & 4.16 |
| 1998           | ベイビー・モニター Baby Monitor: Sound of Fear                       | マット                               | テレビ映画 |
| 1998           | Cab to Canada                                                        | Mike Donahue                         | テレビ映画 |
| 1998           | To Have & to Hold                                                    | Sean McGrail                         | Ep. # 1.1 - 1.13 |
| 1999           | Family Law                                                           | ドン                                 | Ep. # 1.3 |
| 2000           | Family Law                                                           | ドン                                 | Ep. # 1.4, 1.5, 1.12                                                                                                   |
| 2000           | アウトブレイク2000 Runaway Virus                                     | Daniel Rothman                       | テレビ映画 |
| 2000           | ダーマ&グレッグ Dharma & Greg                                        | Scott Kelley                         | Ep. # 3.17 |
| 2000           | Resurrection Blvd.                                                   | Eric Carter                          | Ep. # 1.6 & 1.8 |
| 2000           | When Andrew Came Home                                                | Eddie                                | テレビ映画 |
| 2001           | The Beast                                                            | Bill Hanson                          | Ep. # 1.2 |
| 2001           | Kristin                                                              | Peter Medavoy                        | Ep. # 1.6 |
| 2001           | キラー・コマンドー Three Blind Mice                                  | Carter Simmons                       | テレビ映画 |
| 2002           | CSI:科学捜査班 CSI: Crime Scene Investigation                        | ラス・ブラッドリー                   | シーズン2第15話「残酷な悪戯」                                                                                          |
| 2002           | ホーム・アローン4 Home Alone 4                                       | ピーター・マカリスター               | テレビ映画 |
| 2002           | Judging Amy                                                          | Tim Powell                           | Ep. # 4.11 |
| 2003           | The District                                                         | Officer Terry, Donnelly              | Ep. # 3.20, 4.3 |
| 2003           | 弁護士ジャック・ターナー The Lyon's Den                              | FBI Agent Vince Ryan                 | Ep. # 1.6 |
| 2004           | Pilot Season                                                         | Henry R. Duke                        | ミニシリーズ |
| 2004           | 犯罪捜査官ネイビーファイル JAG                                       | Sgt. Maj. Thomas Elgart Ret.         | Ep. # 10.2 |
| 2004           | American Dreams                                                      | Gunnery Staff Sgt. Finch             | Ep. # 2.10, 2.11, 3.5, 3.6, 3.7                                                                                        |
| 2004           | エバーウッド 遥かなるコロラド Everwood                               | ジョン・ヘイズ                       | Ep. # 3.5, 3.6, 3.8 |
| 2005           | エバーウッド 遥かなるコロラド Everwood                               | ジョン・ヘイズ                       | Ep. # 3.11, 3.14, 3.15                                                                                                 |
| 2006           | HUFF〜ドクターは中年症候群 Huff                                      | Darren Hadlick                       | Ep. # 2.5 & 2.6 |
| 2006           | CSI:NY CSI: NY                                                       | Jack Butler                          | Ep. # 2.22 |
| 2006           | ヴェロニカ・マーズ Veronica Mars                                     | Cormac Fitzpatrick                   | Ep. # 3.1 & 3.2 |
| 2006           | クリミナル・マインド FBI行動分析課 Criminal Minds                    | イェーツ保安官                       | Ep. # 2.7 |
| 2007           | NUMBERS 天才数学者の事件ファイル Numb3rs                             | Reid Sarasin（沈没したヨットの船長） | Ep. # 3.13 |
| 2007           | Cane                                                                 | Vince Grasso                         | Ep. # 1.1 - 1.5, 1.12, 1.13                                                                                            |
| 2008           | ゴースト 〜天国からのささやき Ghost Whisperer                        | ケビン・ケラー                       | Ep. # 4.5 |
| 2008           | 弁護士イーライのふしぎな日常 Eli Stone                               | Rick O'Malley                        | Ep. # 2.5 |
| 2009           | Life 真実へのパズル Life                                             | ジョン・フラワーズ                   | Ep. # 2.18 |
| 2009           | ライ・トゥ・ミー 嘘は真実を語る Lie to Me                            | Captain Hoopes                       | Ep. # 1.11 |
| 2009-2013      | カリフォルニケーション ある小説家のモテすぎる日常 Californication    | リチャード・ベーツ                   | Ep. 3.1, 3.11, 5.1 - 5.7, 5.11 - 5.12, 6.4, 6.11                                                                       |
| 2010           | しあわせの処方箋 Hawthorne                                           | Richard Maxwell                      | Ep. 2.7 |
| 2010           | キャッスル 〜ミステリー作家は事件がお好き Castle                     | Mike Royce                           | Ep. 3.3 |
| 2011           | キャッスル 〜ミステリー作家は事件がお好き Castle                     | Mike Royce                           | Ep. 3.22 |
| 2011           | NCIS 〜ネイビー犯罪捜査班 NCIS: Naval Criminal Investigative Service | Blake Martin                         | Ep. 8.16 |
| 2011           | LAW & ORDER:LA Law & Order: Los Angeles                              | Raymond Garson                       | Ep. 1.10 |
| 2012-          | シカゴ・ファイア Chicago Fire                                        | ハンク・ボイト刑事/巡査部長          | Ep. # 1.3 - 1.6, 1.15, 1.21, 1.23, 2.8 - 2.9, 2.16, 2.20, 3.7, 3.21 - 3.23, 4.1 - 4.2, 4.7, 5.9, 5.15, 6.13, 7.15, 8.4 |
| 2014-          | シカゴ P.D. Chicago P.D.                                             | ハンク・ボイト刑事/巡査部長          | 主演 |
| 2014-2016      | LAW & ORDER:性犯罪特捜班 Law & Order: Special Victims Unit           | ハンク・ボイト刑事/巡査部長          | Ep. # 16.7, 16.20, 17.14                                                                                               |
| 2016-          | シカゴ・メッド Chicago Med                                           | ハンク・ボイト刑事/巡査部長          | Ep. # 1.12, 4.4, 5.4                                                                                                   |
| 2017           | シカゴ・ジャスティス Chicago Justice                                 | ハンク・ボイト刑事/巡査部長          | Ep. # 1.1 - 1.3 |